# 第9回ゴールデンラズベリー賞
第9回ゴールデンラズベリー賞は、第61回アカデミー賞授賞式と同日の1989年3月29日にハリウッド・パレスで発表・授賞式が行われた。

## 受賞とノミネートの一覧
受賞は太字、それ以外はノミネートである。

### 最低作品賞
- ボールズ・ボールズ2 成金ゴルフマッチ
- カクテル
- マネーゲームで大逆転 しゃべった!走った!もうかった!
- マック
- ランボー3/怒りのアフガン

### 最低男優賞
- トム・クルーズ - カクテル
- ボブ・ゴールドスウェイト - マネーゲームで大逆転 しゃべった!走った!もうかった!
- ジャッキー・メイソン - ボールズ・ボールズ2 成金ゴルフマッチ
- バート・レイノルズ - レンタ・コップ、スイッチング・チャンネル
- シルヴェスター・スタローン - ランボー3/怒りのアフガン

### 最低女優賞
- レベッカ・デモーネイ - 可愛い悪女
- ウーピー・ゴールドバーグ - ザ・テレフォン
- ライザ・ミネリ - ミスター・アーサー2、レンタ・コップ
- カサンドラ・ピーターソン - エルヴァイラ
- ヴァニティ - アクション・ジャクソン/大都会最前線

### 最低助演男優賞
- ダン・エイクロイド - ボールズ・ボールズ2 成金ゴルフマッチ
- ビリー・バーティ - ウィロー
- リチャード・クレンナ - ランボー3/怒りのアフガン
- ハーヴェイ・カイテル - 最後の誘惑
- クリストファー・リーヴ - スイッチング・チャンネル

### 最低助演女優賞
- アイリーン・ブレナン - 長くつ下ピッピの冒険物語
- ダリル・ハンナ - プランケット城への招待状
- マリエル・ヘミングウェイ - キャデラック・カウボーイ
- クリスティ・マクニコル - トゥー・ムーン
- ゼルダ・ルビンスタイン - ポルターガイスト3 / 少女の霊に捧ぐ…

### 最低監督賞
- マイケル・ディナー - マネーゲームで大逆転 しゃべった!走った!もうかった!
- ロジャー・ドナルドソン - カクテル
- ブレイク・エドワーズ - キャデラック・カウボーイ（分け）
- ピーター・マクドナルド - ランボー3/怒りのアフガン
- スチュワート・ラフィル - マック（分け）

### 最低脚本賞
- カクテル - ヘイウッド・グールド
- マネーゲームで大逆転 しゃべった!走った!もうかった! - スティーヴン・ニーガー、ヒューゴ・ギルバート、チャーリー・ピータース
- マック - スチュワート・ラフィル、スティーヴ・フェケ
- ランボー3/怒りのアフガン - シルヴェスター・スタローン、シェルドン・レティック、原作のデヴィッド・マレル
- ウィロー - ボブ・ドルマン、原案のジョージ・ルーカス

### 最低新人賞
- しゃべる馬のドン - マネーゲームで大逆転 しゃべった!走った!もうかった!
- タミー・エリン - 長くつ下ピッピの冒険物語
- 本人役で出演したロナルド・マクドナルド - マック
- ロビー・ロサ - サルサ/灼熱のふたり
- ジャン＝クロード・ヴァン・ダム - ブラッド・スポーツ

### 最低主題歌賞
- "Jack Fresh" - ボールズ・ボールズ2 成金ゴルフマッチ
- "Skintight" - ジョニー・ビー・グッド
- "Therapist" - エルム街の悪夢4 ザ・ドリームマスター 最後の反撃